# Hvízdák
Hvízdák je český název tří kachen z rodu Mareca:
- hvízdák americký (Mareca americana)
- hvízdák eurasijský (Mareca penelope)
- hvízdák chilský (Mareca sibilatrix)

Do rodu Mareca se nicméně řadí i druhy s jinými českými rodovými názvy.